# Бермудес, Густаво
Густа́во Ариэль Берму́дес Риччарди (исп. Gustavo Ariel Bermúdez Ricciardi; род. 21 июля 1964) — аргентинский актёр.

## Биография

### Юность
Густаво Бермудес родился 21 июля 1964 года в Росарио, провинция Санта-Фе, Аргентина. Отец, Мануэль Бермудес, был предпринимателем, мать, Изабель Риккарди, — домохозяйкой. У него есть старший на три года брат Габриэль. Окончил колледж «Ласалле» и коммерческий колледж в Сан-Мартин де Лос Андос. В 1982 году уехал в Буэнос-Айрес, где принимал участие в кастингах телесериалов.

### Карьера
С 1982 года — на экране. Снимался в таких известных теленовеллах, как «Гресия»/«Grecia» (Густаво Гутьеррес, 1987), «Селеста»/«Celeste» (Франко Ферреро, 1991), «Антонелла»/«Antonella» (Николас Корнехо Мехия, 1992), «Селеста, всегда Селеста»/«Celeste siempre Celeste» (Франко Ферреро, 1993), «Нано»/«Nano» (Мануэль Эспада/Нано, 1994), «Миллиард»/«Mil milliones» (Хулиан Варгас, 2002), «Игра в любовь»/«El patron de la vereda» (Гастон/Ноно, 2005) и др. С 1991 года выступал как телепродюсер.
С 2006 года перестал сниматься в теленовеллах.
В 2012 году согласился на предложение компании «Телефе» сняться в сериале «Так сказал папа»/«Lo dijo papá». Впоследствии название было изменено на «Мы — семья»/«Somos familia» (Хоакин Наварро). Сериал вышел на экраны в январе 2014.

### Личная жизнь
С 1989 по 2011 год был женат на учительнице Андреа Гонсалес, с которой он познакомился в 1984 году на съёмочной площадке, когда ему было 19 лет, а ей 18. Андреа пришла в студию по приглашению своего двоюродного брата — режиссёра телешоу, в котором снимался Густаво. В ноябре того же года они уже официально звались женихом и невестой. После 5 лет совместного проживания узаконили свои отношения. В 1991 году у пары родилась дочь Камила, в 2000 году — вторая дочь Мануэла. С 2020 года состоит в отношения с актрисой Вероникой Варано.
Активно участвует в благотворительности (фонд «El puente de la luz»).

## Фильмография
- 1987: Гресия (исп. «Grecia») — Густаво Гутьерес
- 1990: Люблю тебя — 2 (исп. «Amándote II») — доктор Игнасио 'Начо' Арана
- 1990: Я хочу кричать, что люблю тебя (мини-сериал) (исп. «Quiero gritar que te amo») — Мариано Гусман
- 1991: Селеста (исп. «Celeste») — Франко Ферреро
- 1992: Антонелла (исп. «Antonella») — Николас Корнехо Мехиа
- 1993: Селеста, всегда Селеста (исп. «Celeste Siempre Celeste») — Франко Ферреро
- 1994: Нано (исп. «Nano) — Мануэль Эспада (Нано) /Гато
- 1995: Шейх (исп. «Sheik») —  Гамаль/Габриэль Ариас Мальдонадо
- 1996: Ален, свет луны (исп. «Alen, Luz de Luna») — Пабло Пинеда
- 1997: Лабиринт (исп. «Laberinto  sin ley») — Хуэс Роман Алиага
- 1998: Крылья, власть и страсть (исп. «Alas, Poder y Pasion») — Херман Эскивель
- 2002: Любовь удачливых (исп. «Mil Millones») — Хулиан Варгас
- 2005: Игра в любовь (исп. «El Patron de la Vereda (El Juego del Amor)») — Гастон (Ноно)
- 2006: Ты — моя жизнь (исп. «Sos Mi Vida») — Виктор Лобо
- 2014: Мы — семья (исп. «Somos familia») — Хоакин Наварро